# Золотая звезда Аллы
«Золотая звезда Аллы», или «Звезда Аллы», — российская музыкальная премия, учреждённая певицей Аллой Пугачёвой. Вручалась как молодым талантливым исполнителям, так и признанным музыкантам. Премия представляла собой золотой кулон 3,5 на 2 см, напоминающий букву «А», выполненную в форме звезды. Дизайн разработан самой певицей. Помимо кулона вручался диплом и денежная премия из личных средств Пугачёвой. За 2005—2019 годы суммарный денежный фонд премии составил более 860 000 долларов США.

## Статистка лауреатов по странам
Среди лауреатов премии: композиторы Константин Меладзе и Максим Фадеев, певица Диана Арбенина и актёр Евгений Дятлов, группа «А-Студио» и другие. Участники группы «Rin`Go» из Казахстана — единственные, кто получил премию дважды (в 2007 и в 2011 годах).
Чаще всего премию от Аллы Пугачёвой получали артисты из России (13 раз) и Украины (5 раз). Помимо стран бывшего СССР, певица также вручала свою премию представителям Польши и Финляндии.
| Страна лауреата | Количество награждённых | Примечание |
| --------------- | ----------------------- | ---------- |
| Россия          | 13                      |            |
| Украина         | 5                       |            |
| Казахстан       | 4                       |            |
| Беларусь        | 1                       |            |
| Кыргызстан      | 1                       |            |
| Латвия          | 1                       |            |
| Литва           | 1                       |            |
| Польша          | 1                       |            |
| Узбекистан      | 1                       |            |
| Финляндия       | 1                       |            |

## Список лауреатов премии
| Год вручения | Фотография | Лауреат                 | Страна лауреата   | Место вручения                       | Страна вручения | Примечание |
| ------------ | ---------- | ----------------------- | ----------------- | ------------------------------------ | --------------- | --- |
| 2005         |            | Алена Высотская         | Россия            | Конкурс «Пять звезд» в Сочи          | Россия          | Награждена за исполнение песни из репертуара Пугачёвой — «Не отрекаются любя». Так как кулона еще не существовало, Алена получила медаль с надписью «Достойному» и 10 000 долларов США |
| 2005         |            | Николай Демидов         | Россия            | Конкурс «Новая Волна» в Юрмале       | Латвия          | Золотой кулон и съемка видеоклипа |
| 2005         |            | Тина Кароль             | Украина           | Конкурс «Новая Волна» в Юрмале       | Латвия          | Золотой кулон и 50 000 долларов США |
| 2005         |            | Константин Меладзе      | Украина           | Фестиваль «Песня года 2005» в Кремле | Россия          | Золотой кулон и 50 000 долларов США |
| 2006         |            | группа «Jukebox»        | Россия            | Конкурс «Новая Волна» в Юрмале       | Латвия          | Золотой кулон и 50 000 долларов США |
| 2006         |            | Максим Фадеев           | Россия            | Фестиваль «Песня Года 2006»          | Россия          | Премия вручена за песню «Hевеста». Золотой кулон и 50 000 долларов США |
| 2007         |            | Марина                  | Польша            | Конкурс «Новая Волна» в Юрмале       | Латвия          | Золотой кулон и 50 000 долларов США |
| 2007         |            | группа «Rin`Go»         | Казахстан         | Конкурс «Новая Волна» в Юрмале       | Латвия          | Золотой кулон и 50 000 долларов США |
| 2008         |            | Диана Арбенина          | Россия            | телешоу «Две звезды», Первый канал   | Россия          | Премия вручена Диане Арбениной и Евгению Дятлову — дуэту, занявшему второе место на проекте. Золотой кулон и 25 000 долларов США                                                       |
| 2008         |            | Евгений Дятлов          | Россия            | телешоу «Две звезды», Первый канал   | Россия          | Премия вручена Диане Арбениной и Евгению Дятлову — дуэту, занявшему второе место на проекте. Золотой кулон и 25 000 долларов США                                                       |
| 2008         |            | Омар                    | Кыргызстан        | Конкурс «Новая Волна» в Юрмале       | Латвия          | Золотой кулон и 50 000 долларов США |
| 2008         |            | Дядя Ваня               | Беларусь          | Конкурс «Новая Волна» в Юрмале       | Латвия          | Золотой кулон и 50 000 долларов США |
| 2009         |            | Наталья Валевская       | Украина           | «Радио Алла»                         | Россия          | Победительница первого сезона конкурса «Алла ищет таланты» на «Радио Алла». Золотой кулон и 10 000 долларов США. Позже кулон будет утерян                                              |
| 2009         |            | Мила Нитич              | Украина           | Конкурс «Новая Волна» в Юрмале       | Латвия          | Золотой кулон и 50 000 долларов США |
| 2010         |            | группа «А-Студио»       | Казахстан, Россия | Премия «Звуковая дорожка МК»         | Россия          | Специальный приз «Золотая звезда Аллы» был вручен продюсером «Радио Аллы» Владимиром Назаренко по поручению Аллы Пугачёвой. Золотой кулон                                              |
| 2010         |            | Севара                  | Узбекистан        | «Радио Алла»                         | Россия          | Победительница второго сезона конкурса «Алла ищет таланты» на «Радио Алла». Золотой кулон и 50 000 долларов США                                                                        |
| 2011         |            | Эркин Холматов          | Россия            | «Фактор А»                           | Россия          | Золотой кулон и 30 000 евро (≈43 500 долларов США) |
| 2011         |            | группа «Flute of shame» | Финляндия         | Конкурс «Новая Волна» в Юрмале       | Латвия          | Золотой кулон и 50 000 евро (≈71 000 долларов США) |
| 2011         |            | группа «Rin`Go»         | Казахстан         | Фестиваль «Crimea Music Fest»        | Украина         | Казахстанская группа получила приз Пугачёвой во второй раз. Золотой кулон и 50 000 долларов США                                                                                        |
| 2012         |            | Екатерина Лещёва        | Россия            | «Фактор А»                           | Россия          | Золотой кулон и 20 000 евро (≈25 500 долларов США). Заняла второе место во втором сезоне проекта «Фактор А»                                                                            |
| 2012         |            | группа «Нереальные»     | Украина           | Фестиваль «Crimea Music Fest»        | Украина         | Вместо золотого кулона ребятам была вручена статуэтка в виде раскрытой морской раковины (см. иллюстрацию) и 50 000 долларов США                                                        |
| 2013         |            | Ярослав Дронов          | Россия            | «Фактор А»                           | Россия          | Участник, занявший 3-е место на проекте. Золотой кулон |
| 2013         |            | Юлия Самойлова          | Россия            | «Фактор А»                           | Россия          | Участница, занявшая 2-е место на проекте. Золотой кулон |
| 2014         |            | Стас Шуринс             | Латвия            | Конкурс «Новая Волна» в Юрмале       | Латвия          | 20 000 евро (≈25 000 долларов США) и золотой кулон |
| 2014         |            | Моника Линките          | Литва             | Конкурс «Новая Волна» в Юрмале       | Латвия          | 20 000 евро (≈25 000 долларов США) и золотой кулон |

В 2019 году Пугачёва вместе со Светланой Лободой вручила приз участникам вокального конкурса «Голос. Дети» Максиму Ержану (Казахстан), Нино Чеснер (Россия), Роберту Багратяну (Россия) и Анастасии Ивановой (Россия).

## Галерея иллюстраций
- Екатерина Лещёва (2012)
- Группа «Нереальные» (2012)